# 남포방조제
남포방조제(藍浦防潮堤)는 충청남도 보령시 남포면 에 위치하는 방조제이다. 지방도 607호선이 통과하며, 서측으로는 보령 요트경기장, 동측으로는 용두해수욕장, 죽도관광지(죽도항)이 위치한다. 지방도 607호선을 통해 서해안고속국도의 무창포 나들목으로 통한다. 또한 대천 나들목으로 통한다.